# Universidade católica

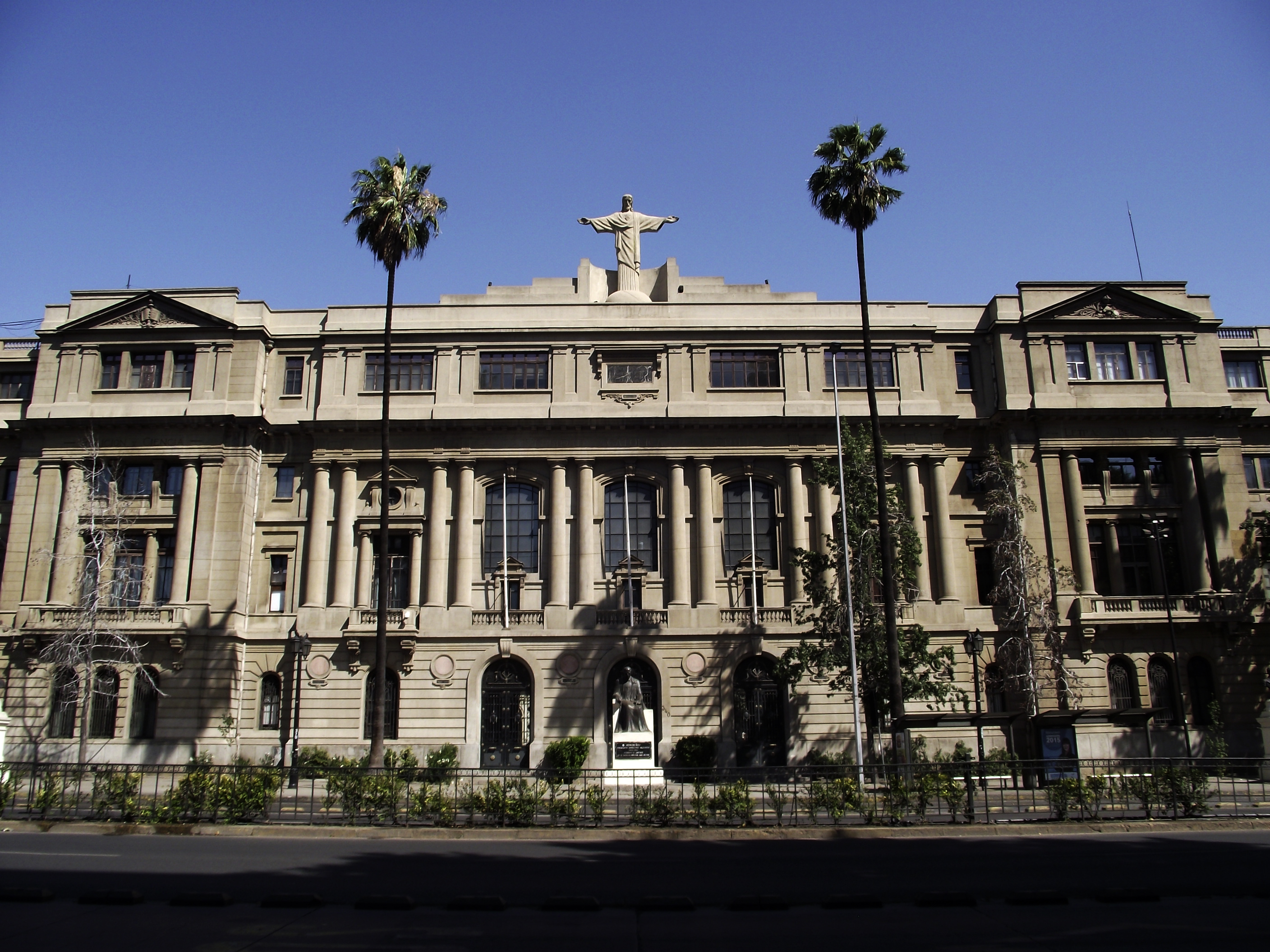
Casa Central da Pontifícia Universidade Católica do Chile, Universidade Católica erigida pela Arquidiocese de Santiago e aprovada pela Santa Sé.

Uma universidade católica é um tipo de universidade que faz parte da estrutura da Igreja Católica. O Código de Direito Canónico (CIC) reconhece a existência de dois tipos de universidades no seio da Igreja Católica: a eclesiástica e a católica.
O mesmo CIC não define precisamente o que é uma universidade católica, não obstante regula este tipo de instituições nos seus cânones 807 a 814. A normativa vigente atualmente são os mencionados cânones mais a constituição apostólica Ex Corde Ecclesiae promulgada por João Paulo II a 15 de agosto de 1990.

## Fundamentos e funcionamento
De acordo com o CIC, a Igreja Católica tem o direito a erigir e gerir universidades. A universidade católica dedica-se, ao contrário da eclesiástica (centrada no estudo de disciplinas eclesiásticas e das matérias com elas relacionada), principalmente aos estudos civis, embora o Cânone 811 estabelece que deve haver nela pelo menos um instituto ou cátedra de Teologia.
Existem muitas universidades católicas que são também eclesiásticas pois para além de manter faculdades ou institutos de estudos civis, também mantêm faculdades de Direito Canónico, Filosofia e Teologia. Claros exemplos disto são a Pontifícia Universidade Católica Madre y Maestra, a Pontifícia Universidade Católica da Argentina, a Universidade Católica da Santíssima Conceição, a Universidade Pontifícia Bolivariana e a Pontifícia Universidade Católica do Perú.
Por outro lado existem muitas universidades católicas que não são eclesiásticas pois não têm as faculdades de Direito Canónico, Filosofia e Teologia, que são necessárias para funcionar como tais. Nesse sentido podemos encontrar a Universidade Católica de Temuco.

## Tipos de universidades católicas

### Universidades católicas erigidas ou aprovadas pela Santa Sé
São aquelas que são erigidas ou aprovadas como tais pela Santa Sé, ou por uma conferência episcopal, ou por um arcebispo ou bispo diocesano, de acordo com as normas aprovadas pela Santa Sé. A grande maioria destas instituições, embora sejam erigidas por aquela e reconheçam como autoridade máxima o papa, são postas sob a administração da arquidiocese ou diocese do lugar em que se encontra a sua sede principal. Desta maneira a sua autoridade direta e imediata é o diocesano do lugar, o qual ostenta a autoridade máxima destes campi exercendo o cargo de Grande Chanceler. Não obstante há outras que dependem diretamente da Santa Sé.
Como sinal de um mais estreito vínculo com a Igreja, a uma universidade católica pode-lhe ser concedido, pela Congregação de Seminários e Institutos de Estudos, o título honorífico de Pontifícia. Isto só sucede em casos excecionais e quando a universidade tem uma longa tradição académica. Só há 19 no mundo, o que é o caso da Pontifícia Universidade Católica do Chile, Pontifícia Universidade Católica do Equador, Universidade Pontifícia Bolivariana, Pontifícia Universidade Católica de Valparaíso ou da Pontifícia Universidade Católica Madre y Maestra. A sua orgânica funcional não difere das simplesmente chamadas universidades católicas.
As que não detêm o título honorífico de pontifícia são simplesmente chamadas universidades católicas, como por exemplo a Universidade Católica do Maule que depende da diocese de Talca no Chile, a Universidade Católica do Norte, dependente da arquidiocese de Antofagasta, a Universidade Católica de Costa Rica que depende de da arquidiocese de São José na Costa Rica ou a Universidade Católica do Trópico Seco que depende da dioceses da cidade de Estelí na Nicarágua.

### Universidades católicas estabelecidas por outros organismos eclesiásticos
Também são católicas as universidades que dependem ou são administradas por um instituto religioso ou outra pessoa jurídica, que aceita nos seus estatutos ou documento equivalente todo o prescrito em relação às universidades católicas. Este é o caso de muitas universidades mantidas pelas ordens religiosas, como por exemplo os jesuítas, salesianos, etc. Ao serem administradas por institutos religiosos estas universidades não dependem da arquidiocese ou diocese donde estão erigidas e quem ostenta a autoridade superior direta nestes campi, também exercendo o cargo de Grande Chanceler, é o superior local do instituto religioso do qual dependem, e não o diocesano do lugar. Exemplos deste tipo de campi são a Universidade Católica da Colômbia e a Universidade Católica Silva Henríquez, universidade chilena de propriedade da congregação salesiana.
Este tipo de campi, do mesmo modo que as universidades católicas estabelecidas pela Santa Sé, também podem recebir o título honorífico de pontifícia, como ocorre por exemplo com a Pontifícia Universidade Javeriana da Colômbia, que pertence à Companhia de Jesus.

### Universidadescatólicas de inspiração
São católicas também aquelas universidades que se definem como "católica de inspiração" em razão de um compromisso institucional feito pelas autoridades responsáveis da instituição. O estabelecimento de uma universidade desta índole deve receber a aprovação do diocesano local e as autoridades devem informar do seu estado académico e especialmente, acerca das suas atividades pastorais e sua identidade católica ao arcebispo ou bispo da diocese em que está a sede principal da instituição.
Um claro exemplo deste tipo de instituição é a Universidade Alberto Hurtado pertencente à Companhia de Jesus.

### Universidades católicasde sentido lato

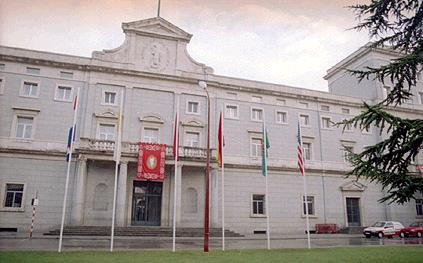
Fotografia da sede da Universidade de Navarra.

Para além das universidades católicas de jure anteriormente assinaladas, existem universidades católicas em sentido lato. Embora estas universidades contribuam para a gestão educativa e evangelizadora da Igreja Católica, estas não estão vinculadas formalmente à autoridade eclesiástica, nem à pessoa jurídica eclesiástica pública, que nem as cria, nem as erige, nem as governa, nem as gere nem direta nem indiretamente.
Este tipo de instituições têm que se conformar com os requisitos substanciais que identificam a natureza e missão da universidade católica, o que em certo modo as põe sob o controlo da autoridade eclesiástica, que tem o dever de zelar pela autenticidade das escolas católicas para que os fiéis saibam infalivelmente a quem confiam a sua educação.
Como exemplo deste tipo de universidades pode-se observar o caso de algumas com laços com o Opus Dei como pode ser a Universidade de Navarra ou a Universidade dos Andes.